# Cabeza de cerdo

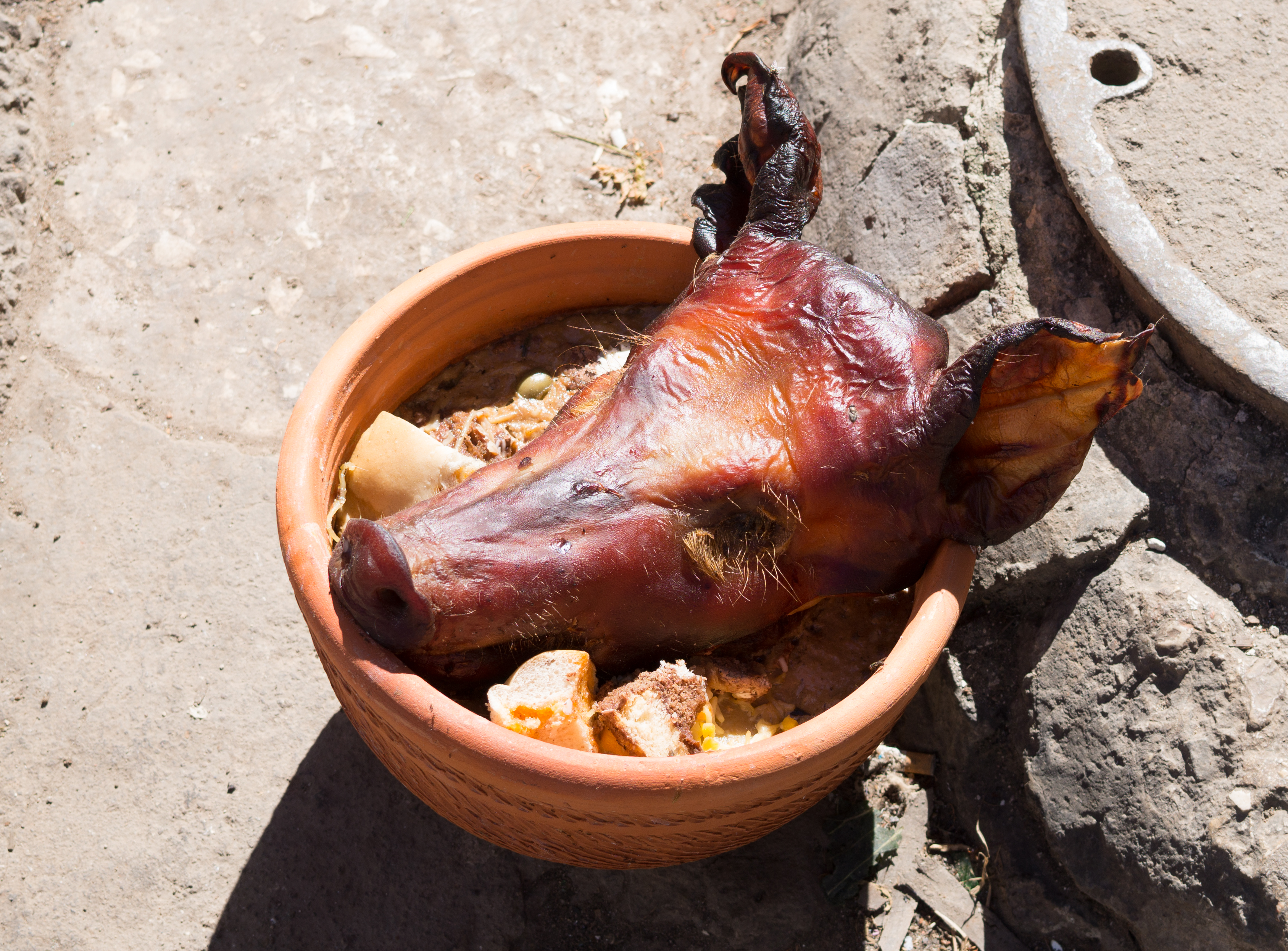
Cabeza de cerdo

La cabeza de cerdo es un corte del porcino, resultante de su matanza. Tras su separación del tronco suele prepararse en salazón, o asada. En salazón suele participar del cocido manchego, en la cocina gallega se denomina cacheira y suele formar parte del compango de las fabada. La carne de la cabeza suele emplearse en la industria cárnica para elaboración de carne picada de relleno en diferentes tipos de salchichas (un ejemplo es la kielbasa). Se considera más grasienta (25–30%) que su equivalente vacuno, y posee un precio menor. En algunas cocinas asiáticas se emplea, tal es el caso del estofado filipino denominado Dinuguan.
Algunas de las preparaciones de la cabeza de cerdo se elaboran con el objeto de realizar fiambres como es el caso de la galantina de cabeza de cerdo que se suele denominar queso de cabeza que tiene un parecido en la preparación de la cabeza de jabalí.